# Takács Zsuzsa (modell)
Takács Zsuzsa magyar modell, sztármanöken.

## Élete
Érettségi után kirakatrendező-dekoratőri technikumot végzett, de a reklám grafikákhoz is ért, jól rajzol. Három hónapos manöken-tanfolyamot végzett.
Takács Zsuzsa az 1970–1980-as évek manökenje volt. Vámos Magda divattervező tanácsára 1965-ben lett maneken. A 60-as évek végétől rendszeresen jelentek meg fotói az Ez a Divat újságban. A későbbi években más kiadványokba is fotózták, így a Nők Lapja nevű újságnak is dolgozott, de divatbemutatókon is részt vett.
Több fotós modellje volt, például Komlós Lili, Turányi Győző és Bara István fotóművészé.
Manökenként belföldön – például Rotschild Klára Clara szalonjának – és külföldön dolgozott. Több országból kapott felkérést divatbemutatókra.